# The 4400
The 4400 är en science fiction TV-serie från USA. Serien började som en miniserie med fem avsnitt, men utökades år 2005 med tolv nya avsnitt. Under 2006 spelades ytterligare tretton avsnitt in och under 2007 spelades den fjärde och sista säsongen in, också den med tretton avsnitt.
I samband med den stora Manusstrejken 2007 fattade NBC beslut om att The 4400 inte skulle få en femte säsong. En trogen fanbase samlade namn med en gemensam vädjan om att serien skulle få fortsätta, men utan resultat.
Seriens inspelningsplats är Vancouver, Kanada.
Serien visades i Sverige av TV3 och TV6.

## Handling
4400 människor, som har mystiskt försvunnit från olika platser vid olika tidpunkter, dyker plötsligt upp igen. De har varit borta i flera år men ingen har åldrats. Ingen kommer heller ihåg vad som hänt.
Många är misstänksamma mot de 4400, och misstänksamheten blir inte mindre av att en del verkar ha fått övernaturliga förmågor.
En speciell federal myndighet, NTAC, ska undersöka och hålla koll på de 4400. Serien följer dels NTAC-agenterna Tom Baldwin och Diana Skouris arbete, dels några av de 4400.

## Roller (urval)
- Joel Gretsch - Tom Baldwin
- Jacqueline McKenzie - Diana Skouris
- Chad Faust - Kyle Baldwin, Toms son
- Patrick Flueger - Shawn Farrell, Kyles kusin
- Conchita Campbell - Maia Rutledge, Dianas fosterdotter
- Mahershalalhashbaz Ali - Richard Tyler
- Laura Allen - Lily Moore Tyler, Richards fru
- Megalyn Echikunwoke - Isabelle Tyler, Richards och Lilys dotter
- Bill Campbell - Jordan Collier